# هيسباسات
هيسباسات هي شركة إسبانية مديرة لعدد من الأقمار الصناعية التي تعمل في مجال الاتصالات تغطي الأمريكتين وأوروبا وشمال أفريقيا من المواقع المدارية 30 درجة غربًا و61 درجة غربًا. تأسست في عام 1989 وتشمل أنشطتها توفير خدمات الاتصالات في القطاعين التجاري والحكومي (شبكات الشركات، خدمات الاتصالات المتقدمة، الاتصالات الهاتفية، الاتصال بالفيديو، إلخ.). يبث أسطول أقمار هيسباسات أكثر من 1250 قناة تلفزيونية ومحطة إذاعية لأكثر من 30 مليون منزل، بالإضافة إلى توفير خدمات مثل النطاق الواسع للهواتف المحمولة والخطوط الأرضية.
كان القمر الصناعي هيسباسات الأول الذي تم إرساله إلى المدار هو هيسباسات إيه 1، الذي أطلق في 11 سبتمبر 1992 على متن صاروخ أريان 4 من مركز جويانا للفضاء بالقرب من كوروا في غيانا الفرنسية. تم وضعه في مدار ثابت بالنسبة للأرض عند 30 درجة غربًا على ارتفاع 36000 كم، وهو موقع جميع أقمارها الصناعية اللاحقة التي تخدم إسبانيا وأوروبا.